# 危地馬拉簽證政策
访问危地马拉需要获得一个签证，危地马拉向部分国家和地区提供免签证待遇。

## 签证政策地图

危地马拉
免签证
需要签证
需要签证（不能通过加拿大、美国、申根、墨西哥签证或居留许可免除）

## 免签证
持有以下国家或地区护照者可免签证进入危地马拉，停留最长90天。
| - 所有欧盟公民 \| - 安道尔 - 安地卡及巴布達 - 阿根廷 - 巴哈马 - 巴林 - 巴西 - 加拿大 - 智利 - 哥伦比亚 \| - 薩爾瓦多ID - 斐济 - ID - 冰島 - 以色列 - 日本 - 科威特 - 列支敦斯登 - 马达加斯加 - 马来西亚 - 马绍尔群岛 - 墨西哥 - 摩納哥 - 新西兰 - 尼加拉瓜ID \| - 北馬其頓 - 挪威 - 巴拿马 - 巴拉圭 - 秘魯 - 俄羅斯 - 圣基茨和尼维斯 - 圣卢西亚 - 圣马力诺 - 聖多美和普林西比 - 沙烏地阿拉伯 - 新加坡 - 所罗门群岛 \| - 南非 - 瑞士 - 臺灣 - 千里達及托巴哥 - 土耳其 - 乌克兰 - 阿联酋 - 英国 - 美国 - 乌拉圭 - 梵蒂冈 \| \| | | |                                                                                                  |  |
| - 安道尔 - 安地卡及巴布達 - 阿根廷 - 巴哈马 - 巴林 - 巴西 - 加拿大 - 智利 - 哥伦比亚 | - 薩爾瓦多ID - 斐济 - ID - 冰島 - 以色列 - 日本 - 科威特 - 列支敦斯登 - 马达加斯加 - 马来西亚 - 马绍尔群岛 - 墨西哥 - 摩納哥 - 新西兰 - 尼加拉瓜ID | - 北馬其頓 - 挪威 - 巴拿马 - 巴拉圭 - 秘魯 - 俄羅斯 - 圣基茨和尼维斯 - 圣卢西亚 - 圣马力诺 - 聖多美和普林西比 - 沙烏地阿拉伯 - 新加坡 - 所罗门群岛 | - 南非 - 瑞士 - 臺灣 - 千里達及托巴哥 - 土耳其 - 乌克兰 - 阿联酋 - 英国 - 美国 - 乌拉圭 - 梵蒂冈 |  |

- ID - 可以使用身份证入境

危地马拉与牙买加及塞尔维亚签署了免签证协议，但尚未实施。
持有有效的加拿大、美国、墨西哥、申根签证或居留许可者可以免签证进入危地马拉，但以下国家除外：阿富汗、阿尔巴尼亚、阿尔及利亚、安哥拉、亞美尼亞、孟加拉国、波斯尼亚和黑塞哥维那、波札那、喀麦隆、 中华人民共和国、刚果共和国、刚果民主共和国、厄立特里亚、埃塞俄比亚、加纳、香港、印度尼西亚、伊朗、伊拉克、老挝、黎巴嫩、利比里亚、利比亚、澳門、马里、蒙古国、莫桑比克、尼泊尔、奈及利亞、朝鲜民主主义人民共和国、阿曼、巴勒斯坦國、塞拉利昂、索马里、斯里蘭卡、苏丹、叙利亚、东帝汶、委內瑞拉、越南、也门，以及古巴、海地、约旦、肯尼亚、巴基斯坦，持上述五国护照者会接受更严格的审查。
此外，持有萨尔瓦多、洪都拉斯、尼加拉瓜居留许可者，以及持有美国绿卡和回美证或加拿大永久居民卡者，无论国籍均可获得免签证待遇。
同一自然日内在危地马拉转机并持有下一程机票，可免签证过境。
持有以下国家外交或公务护照者无需签证：白俄罗斯、玻利維亞、布吉納法索、古巴、多米尼克、多明尼加、厄瓜多尔、埃及、格林纳达、圭亚那、海地、印度、牙买加、约旦、肯尼亚、蒙特內哥羅、摩洛哥、巴基斯坦、巴布亚新几内亚、菲律宾、塞尔维亚、蘇利南和泰国。

## 中美洲四国边境控制协议
中美洲四国边境控制协议是由危地马拉，萨尔瓦多，洪都拉斯和尼加拉瓜四国签署，类似欧盟申根区。当旅客获得其中一个国家的签证时，也可直接通过陆路进入其他三个国家。